# Cheironitis candezei
Cheironitis candezei là một loài bọ cánh cứng trong họ Bọ hung (Scarabaeidae).